# Кацпер Лесјак
Кацпер Лесјак (пољ. Kacper Lesiak; Жешов, 6. новембар 1996) елитни је пољски скакач у воду. Његова специјалност су појединачни и синхронизовани скокови са даске.
Први значајнији резултат у каријери остварио је на првенству Европе за јуниоре у Београду 2011. где је у категорији дечака од 14 и 15 година освојио сребрну медаљу у скоковима са даске са једног метра висине. На истом првенству две године касније у Познању осваја злато и сребро у обе појединачне дисциплине скокова са даске.
На светским првенствима дебитовао је у Казању 2015. где је у пару са Анджејом Жешутеком у синхроним скоковима са даске заузео тринаесто место, док је у појединачним скоковима са даске 3 метра био тек 51. у конкуренцији 61 такмичара.
На СП 2019. у Квангџуу такмичио се у три дисциплине, а најбољи резултат остварио је у дисциплини даска 1 м пласиравши се по први пут у финале где је освојио 8. место са укупно 380,05 бодова. Пласман у финале изборио је и у  синхронизованим скоковима са даске у пару са Жешутеком, док је у даске са 3 метра био тек 21. у квалификацијама.